# Alfred Quellmalz
Alfred Quellmalz (* 25. Oktober 1899 in Oberdigisheim; † 5. Dezember 1979 in Hauset, Belgien) war ein deutscher Musikwissenschaftler.

## Leben
Quellmalz, Sohn eines Stadtarztes, war seit 1928 Assistent beim Deutschen Volksliedarchiv in Freiburg im Breisgau. 1932 wurde er mit seiner Dissertationsschrift über Die Weise vom Elslein. Ein Beitrag zur Geschichte des älteren deutschen weltlichen Liedes an der Universität Freiburg durch Wilibald Gurlitt zum Dr. phil. promoviert.
Am 23. August 1937 beantragte Quellmalz die Aufnahme in die NSDAP und wurde rückwirkend zum 1. Mai desselben Jahres aufgenommen (Mitgliedsnummer 4.715.632). Nach seiner Assistententätigkeit am Deutschen Volksliedarchiv in Freiburg i. Br. war er von 1937 bis 1945 Archivar und wurde 1938 Leiter der Abteilung II (Volksmusik) des Staatlichen Instituts für Deutsche Musikforschung in Berlin. 1939 war er Mitherausgeber der Anthologie Unser Liederbuch der HJ. Seit 1940 arbeitete er beim SS-Ahnenerbe mit.
Im Auftrag seines Instituts und der „Südtiroler Kulturkommission“ des SS-Ahnenerbes, bei dem 1941 zum Abteilungsleiter für Volksmusik aufgestiegen war, sammelte er von 1940 bis 1942 Volksmusik in Südtirol, indem er das Land bereiste und mit Hilfe modernster Tonbandgeräte und Kameras die Musik der heimischen Bevölkerung aufzeichnete. Auf diese Weise wurden ca. 3000 Lieder und Instrumentalstücke fixiert.
Dazu kam es, weil Heinrich Himmler als „Reichskommissar für die Festigung Deutschen Volkstums“ und Präsident des SS-Ahnenerbes vor der Entvölkerung Südtirols (s. Option in Südtirol) die dortige Kultur dokumentiert haben wollte. Quellmalz’ Tonbänder, heute im Besitz der Universitätsbibliothek Regensburg, wurden in den Jahren 2006–2007 durch das Wiener Phonogrammarchiv digitalisiert.
Von 1943 bis 1944 war Quellmalz zusätzlich Leiter der Abteilung für „indogermanisch-deutsche Musik“ im SS-Ahnenerbe. 1944 wurde er zur Waffen-SS einberufen, in der er Untersturmführer wurde. Er blieb jedoch aufgrund eines Geheimauftrags des Reichsführers SS Himmler in Waischenfeld, wohin das „Ahnenerbe“ 1943 wegen des Krieges verlagert worden war.
Nach dem Ende des Zweiten Weltkriegs erhielt Quellmalz zunächst keine musikwissenschaftliche Stelle mehr. Bis 1949 arbeitete er als freischaffender Musikschriftsteller in Bregenz und war zusätzlich von 1947 bis 1949 Toningenieur beim Österreichischen Rundfunk in Vorarlberg. Seit 1950 war er beim Landesstudio des SWF in Tübingen beschäftigt und zusätzlich Lehrbeauftragter an der Hochschule für Musik Trossingen. Bis zu seinem Eintritt in den Ruhestand war er von 1954 bis 1961 Landesreferent beim Deutschen Jugendrotkreuz in Stuttgart. Nebenher betrieb er ab den 1950er Jahren Volksmusikforschung im Allgäu und Nacherhebungen in Südtirol, die u. a. von der Deutschen Forschungsgemeinschaft (DFG) finanziert wurden.
Von 1968 bis 1976 gab er seine Forschungsergebnisse aus den 40er Jahren als Südtiroler Volkslieder in drei Bänden heraus. Zur Erstellung eines wissenschaftlichen Kommentarbandes kam es nicht mehr.
Quellmalz’ große Bedeutung liegt in der methodisch peniblen und höchst engagierten Dokumentation der Volksmusik im damaligen „Vertragsgebiet“, das neben Südtirol (Provinz Bozen) auch die Dreizehn Gemeinden (Provinz Verona) und das Kanaltal (Provinz Udine) umfasste. Als Vertreter der „älteren“ deutschen musikalischen Volkskunde gelang es ihm, trotz seiner Kompromissbereitschaft mit dem Regime, seine Arbeit im Wesentlichen ideologiefrei wissenschaftlich zu gestalten. Seine Sammlung ist somit nicht nur als Quelle der Volksmusik unter dem Nationalsozialismus zu verstehen, sondern hauptsächlich als Versuch, die ältesten Schichten der mündlich überlieferten traditionellen Musik Südtirols im Hinblick auf musikhistorische Forschungen auf Band festzuhalten.

## Schriften
- zusammen mit Hans Joachim Moser: Volkslieder des 15. Jahrhunderts aus St. Blasien. In: Volkskundliche Gaben. John Meier zum siebzigsten Geburtstage dargebracht. Berlin: de Gruyter 1934, S. 146–156.
- Südtiroler Volkslieder. Gesammelt u. hrsg. im Auftr. d. Staatl. Inst. f. Musikforschung, Preußischer Kulturbesitz, Berlin. 3 Bände:
  - Band 1: Balladen, Schwankballaden, Moritaten, historische Lieder, ältere Soldatenlieder, Ständelieder, Bauern und Knechte. Kassel u. a.: Bärenreiter-Verl. 1968.
  - Band 2: Jager- und Wildschützen, Almleben, Heimatlieder, Allgemeine Scherzlieder, Ketten- und ähnliche Lieder, Trachtenlieder. Kassel u. a.: Bärenreiter-Verl. 1972.
  - Band 3: Register. Bern u. a.: Peter Lang 1990.